# Szlovák Nemzeti Párt
A Szlovák Nemzeti Párt (szlovákul: Slovenská národná strana; röviden: SNS) egy szélsőjobboldali, szélsőségesen nacionalista, soviniszta, magyarellenes ideológiájú párt Szlovákiában. 1990-ben alakult újjá, az 1871 és 1938 közt létezett Szlovák Nemzeti Párt ideológiai örökösének beállítva magát, és kezdettől az akkor még nem létező Szlovákia függetlensége mellett szállt síkra.
Emblematikus személyisége a párt egykori elnöke, Ján Slota (1990-től 2006-ig Zsolna polgármestere volt), aki többek közt a magyarok, és részben a cigányok elleni szélsőségesen rosszindulatú kirohanásairól, emellett a vállalhatatlan pojácáskodásairól és a súlyos alkoholproblémáiról hírhedt.
A 2006-os szlovákiai képviselőválasztáson a párt 11,73%-ot kapott és 20 mandátumot szerzett a 150 fős parlamentben, jelentős előretörést elérve 2002-es eredményéhez képest.
A választáson győztes baloldali populista, posztkommunista Smer párt elnöke, Robert Fico június 20-án bejelentette, hogy a Szlovák Nemzeti Párttal és Vladimír Mečiar Néppárt – Mozgalom egy Demokratikus Szlovákiáért nevű alakulatával kezd koalíciós tárgyalásokat.
Az SNS-szel való együttműködést azonban a Smeren kívül valamennyi parlamentbe jutott párt kizárta, beleértve kezdetben magát Vladimír Mečiart is, aki az SNS miatti nemzetközi konfliktusokat követően ismét keményen bírálta az SNS-t.

## Története

### A Slota-párt
Az újjászervezett SNS az első Szlovák Nemzeti Párt örökségét vállalta fel, de sokkal radikálisabb volt elődjénél, amely a mértéktartó és főleg evangélikus kötődésű konzervatív szlovák nyelvű értelmiség pártja volt. Az új, soviniszta SNS-t nem lecsúszott vidéki egzisztenciák, hanem elsősorban újgazdagok, és volt kommunista pártfunkcionáriusok támogatják. A párt hagyományosan a sokak által „a szlovákság bölcsőjének” tekintett északnyugaton erős, például Trencsén, Liptó, Árva és Turóc környékén.
1990 és 1994 közt az SNS támogatottsága folyamatosan csökkent, az 1994-es választáson elért 5,4% azonban akkor elegendő volt ahhoz, hogy az SNS a Vladimír Mečiar vezette kormánykoalíció tagpártja lehessen. Mint 12 évvel később, akkor is az oktatási tárcát kapták, amely diszkriminatív intézkedéseket hozott a magyar kisebbség ellen. Az SNS jelentősen hozzájárult a Meciar-kormány magyarellenes arcélének kialakulásához is. Ján Slota a nemzetbiztonsági bizottság elnöke lett.
Az 1998-as parlamenti választásra az SNS erősödött, 9,04%-ot szerzett, de ellenzékbe szorult és még inkább felerősödtek Slota magyarellenes kirohanásai.
2000-ben Ján Slota és Anna Malíková (későbbi nevén Anna Belousovová) vetélkedése szakadásig vitte a pártot, Slota és híve saját pártot alapítottak Igazi Szlovák Nemzeti Párt (PSNS) néven. A két csoport a 2002-es választáson egymást ütötte ki: a Slota által vezetett PSNS a szavazatok 3,65%-át, míg az akkor a Belousovová által vezetett SNS a 3,33%-át szerezte meg. A két párt végül 2005. április 4-én, magyarellenes platformon, újraegyesült, SNS néven.
A 2006-os parlamenti választási kampány idejére az SNS imázsán fazonigazítást hajtottak végre; a korábbi nyílt magyarellenességet átmenetileg a kevésbé nyílt magyarellenesség váltotta fel, és az SNS politikusai konszolidált emberek benyomását próbálták kelteni – Slota például a családapa szerepét vette magára. Az SNS országosan 11,73%-ot szerzett, de az északnyugati területeken 20% körüli eredményeket ért el. A választás után azonban Slota villámgyorsan visszatért korábbi durván magyarellenes kirohanásainak beteges stílusához. A hárompárti koalíció középső pártjaként 3 miniszteri posztot kaptak
A 2010-es parlamenti választásra a magyargyűlölő párt elvesztette támogatóinak több, mint a felét, részben a pártot érintő hatalmas mértékű korrupció, részben a belső hatalmi harcok miatt. A felvidéki magyarok azonban mégsem lélegezhettek fel teljesen, mivel hajszál híján, 5,08%-os eredménnyel végül mégis átlépte a parlamenti küszöböt. A korábbi kormánypárt ellenzékbe vonult.
A 2012-es parlamenti választáson a két évvel korábbi eredményéhez képest tovább gyengült a párt, az elért 4,56%-os eredmény nem volt elegendő a parlamentbe jutáshoz. Így 6 év parlamenti jelenlét után ismét kiestek a szlovák parlamentből. A párt számára sikertelenül zárult választás okán Ján Slota nem indult újra a pártelnökségért. Az SNS küldöttgyűlése 2012. október 6-án Andrej Danko-t választotta a párt új elnökévé, de Slota megkapta a párt „tiszteletbeli elnöki”, jelképes pozíciót.
A 2016-os parlamenti választáson a párt a szavazatok 8,64%-át szerezte meg, így visszajutott a parlamentbe. Ugyanakkor az addig egyedül kormányzó Irány – Szociáldemokrácia (SMER-SD) a 2012-es szavazóinak harmadát elveszítve mindössze 28,28%-os támogatottságot ért el, és csak úgy tudott parlamenti többséget összehozni a Smer, ha koalíciót köt több másik parlamentbe jutott párttal. A koalíció része lett az SNS, a magyar-szlovák vegyespártként működő Most–Híd és a kereszténydemokrata irányultságú #HÁLÓ (#SIEŤ). Néhány hónappal később a #HÁLÓ szétesett, a párt több képviselője pedig csatlakozott a Most–Híd frakciójához. Mivel így már a #HÁLÓ megmaradt része nélkül is megvolt a parlamenti többség, a #HÁLÓval felmondták a koalíciót, a kormánytöbbség pedig hárompárti, Smer-SNS-Most–Híd koalícióként működött tovább. 2018-ban Ján Kuciak újságíró és menyasszonya meggyilkolása után Robert Fico addigi miniszterelnök lemondott, és Peter Pellegrini lett az új miniszterelnök. A hárompárti koalíció ugyanakkor fennmaradt a 2020-as választásig.
A botrányokkal teli négyéves kormányzás után a 2020-as parlamenti választáson hatalmas bukást szenvedett el az SNS: a 2016-os szavazói közel kétharmadát elveszítve mindössze 3,16%-os eredményt ért el, ezáltal nem csupán kiesett a szlovák parlamentből, hanem történetének legrosszabb eredményét érte el.
A 2023-as választáson 5,63%-os eredményt ért el az SNS, ezzel ismét visszajutott a szlovák törvényhozásba. A választás után hárompárti koalíció alakult: a győztes Irány – Szociáldemokrácia (SMER-SD) mellett a Smerből kivált Hang – Szociáldemokrácia (HLAS-SD) és az SNS alakított kormányt, a miniszterelnök ismét Robert Fico lett.

## Viszonya aMagyar Koalíció Pártjához
- Az SNS gyakran vádolja sovinizmussal és az ún. „szlovákellenességgel” a felvidéki magyarokat. A választás előtt két nappal került fel a párt honlapjára egy cikk egy országtérképpel amelyen pirossal jelölték azt a területet, amelyet szerintük a magyarok el akarnak foglalni.
- A Magyar Koalíció Pártja természetesen gyakran támadja sovinizmusáért és magyarellenességérért az SNS-t.
- Az SNS jó eredménye a 2006-os választáson meglepetést okozott az addigi kormánypárt Magyar Koalíció Pártja soraiban.

## A párt elnökei
| Név                            | hivatal kezdete                | hivatal vége                   |
| A Szlovák Nemzeti Párt elnökei | A Szlovák Nemzeti Párt elnökei | A Szlovák Nemzeti Párt elnökei |
| ------------------------------ | ------------------------------ | ------------------------------ |
| Víťazoslav Móric               | 1990. május 19.                | 1991. március 23.              |
| Jozef Prokeš                   | 1991. március 23.              | 1992. október 10.              |
| Ľudovít Černák                 | 1992. október 10.              | 1994. február 19.              |
| Ján Slota                      | 1994. február 19.              | 1999. szeptember 25.           |
| Anna Malíková                  | 1999. szeptember 25.           | 2003. május 31.                |
| Ján Slota                      | 2003. május 31.                | 2012. október 6.               |
| Andrej Danko                   | 2012. október 6.               | hivatalban                     |

## Választási eredményei 1990 óta

### Parlamenti választások
| Választás | Szavazatok száma | Szavazatok aránya | Mandátumok száma | Mandátumok aránya | Parlamenti szerepe |
| --------- | ---------------- | ----------------- | ---------------- | ----------------- | ------------------ |
| 1990-es   | 470 984          | 13,94%            | 22               | 14,67%            | ellenzék           |
| 1992-es   | 244 527          | 7,93%             | 15               | 10%               | kormánypárt        |
| 1994-es   | 155 359          | 5,40%             | 9                | 6%                | kormánypárt        |
| 1998-as   | 304 839          | 9,07%             | 14               | 9,33%             | ellenzék           |
| 2002-es   | 95 633           | 3,33%             | 0                | 0%                | nem jutott be      |
| 2006-os   | 270 230          | 11,73%            | 20               | 13,33%            | kormánypárt        |
| 2010-es   | 128 490          | 5,08%             | 9                | 6%                | ellenzék           |
| 2012-es   | 116 420          | 4,56%             | 0                | 0%                | nem jutott be      |
| 2016-os   | 225 386          | 8,64%             | 15               | 10%               | kormánypárt        |
| 2020-as   | 91 171           | 3,16%             | 0                | 0%                | nem jutott be      |
| 2023-as   | 166 995          | 5,63%             | 10               | 6,6%              | kormánypárt        |

#### A szavazatok területi megoszlása

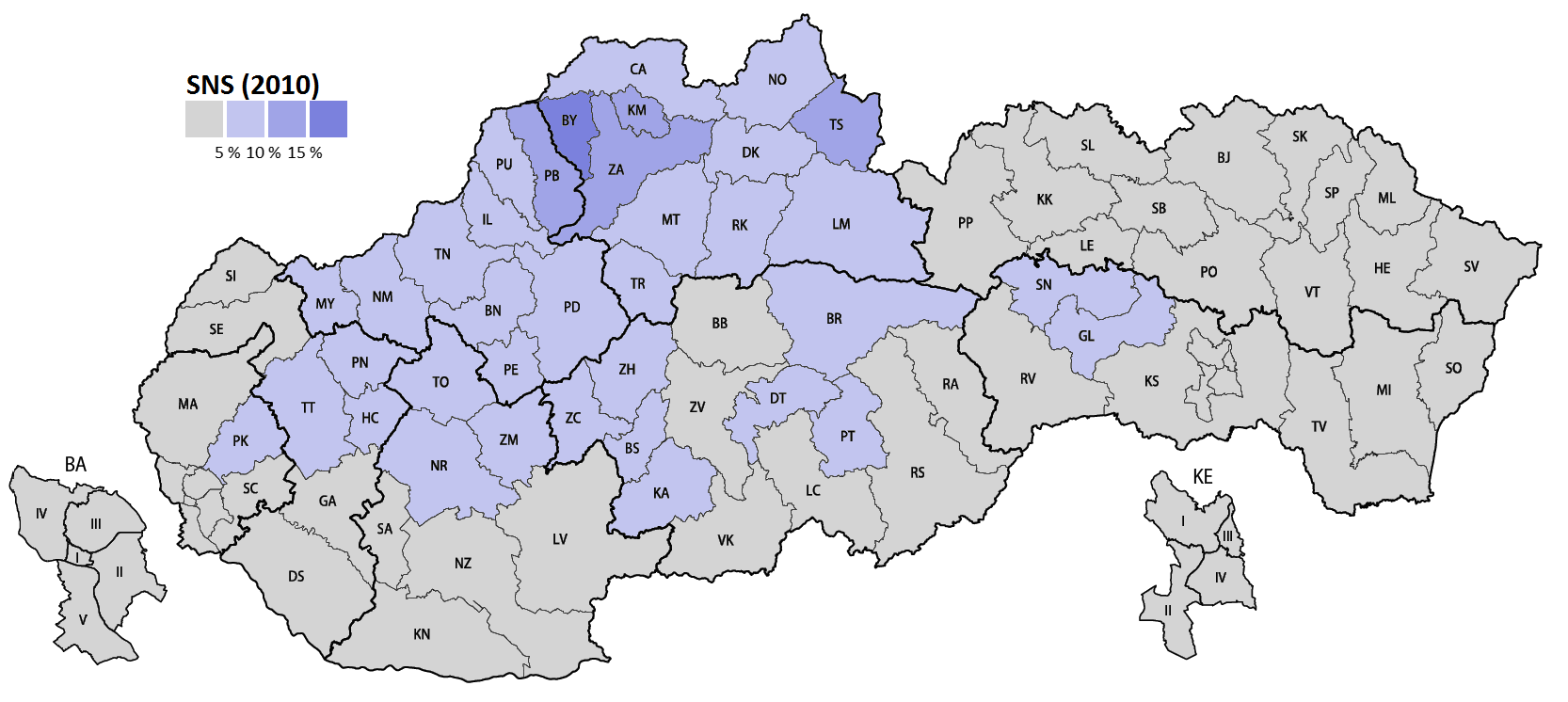
Az SNS által elért eredmény Szlovákia egyes járásaiban a 2010-es parlamenti választáson
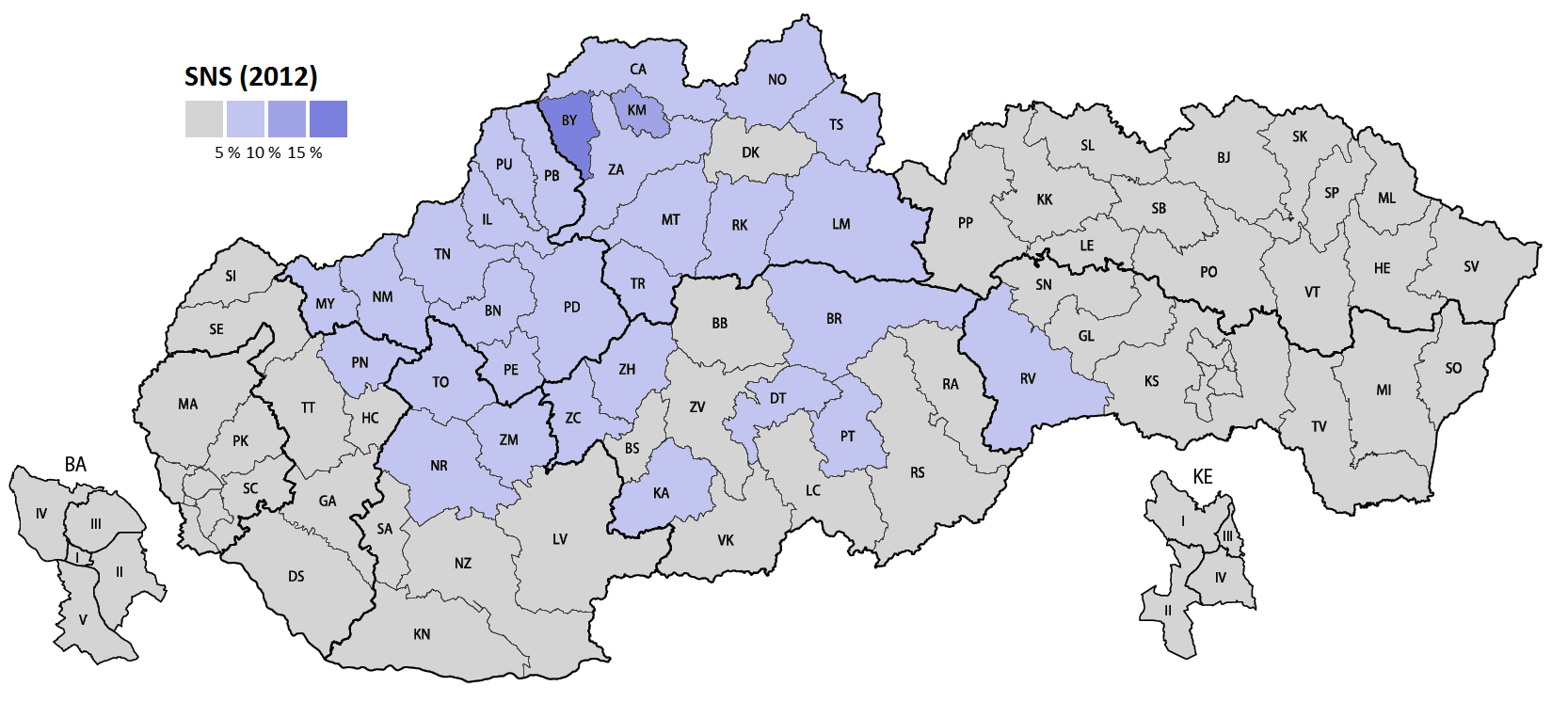
Az SNS által elért eredmény Szlovákia egyes járásaiban a 2012-es parlamenti választáson
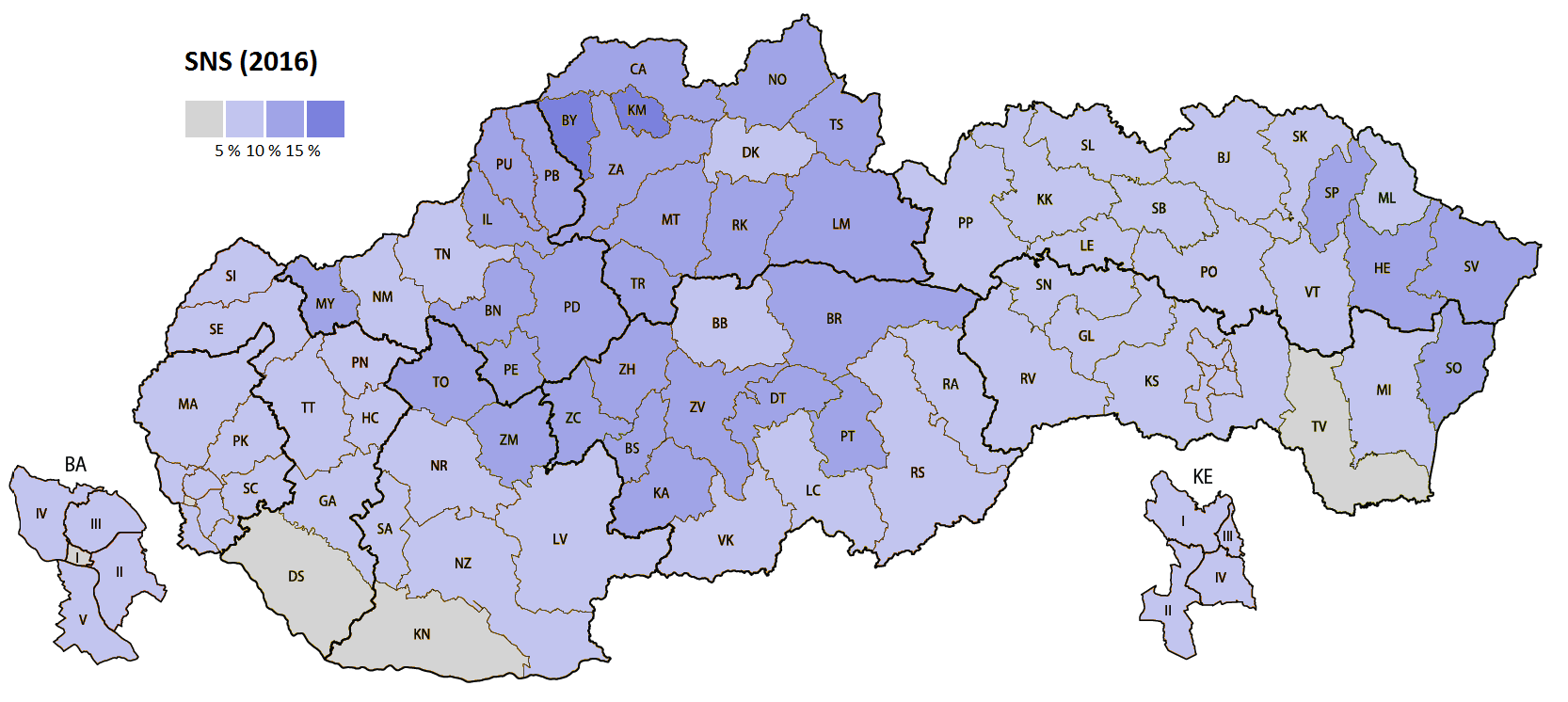
Az SNS által elért eredmény Szlovákia egyes járásaiban a 2016-os parlamenti választáson
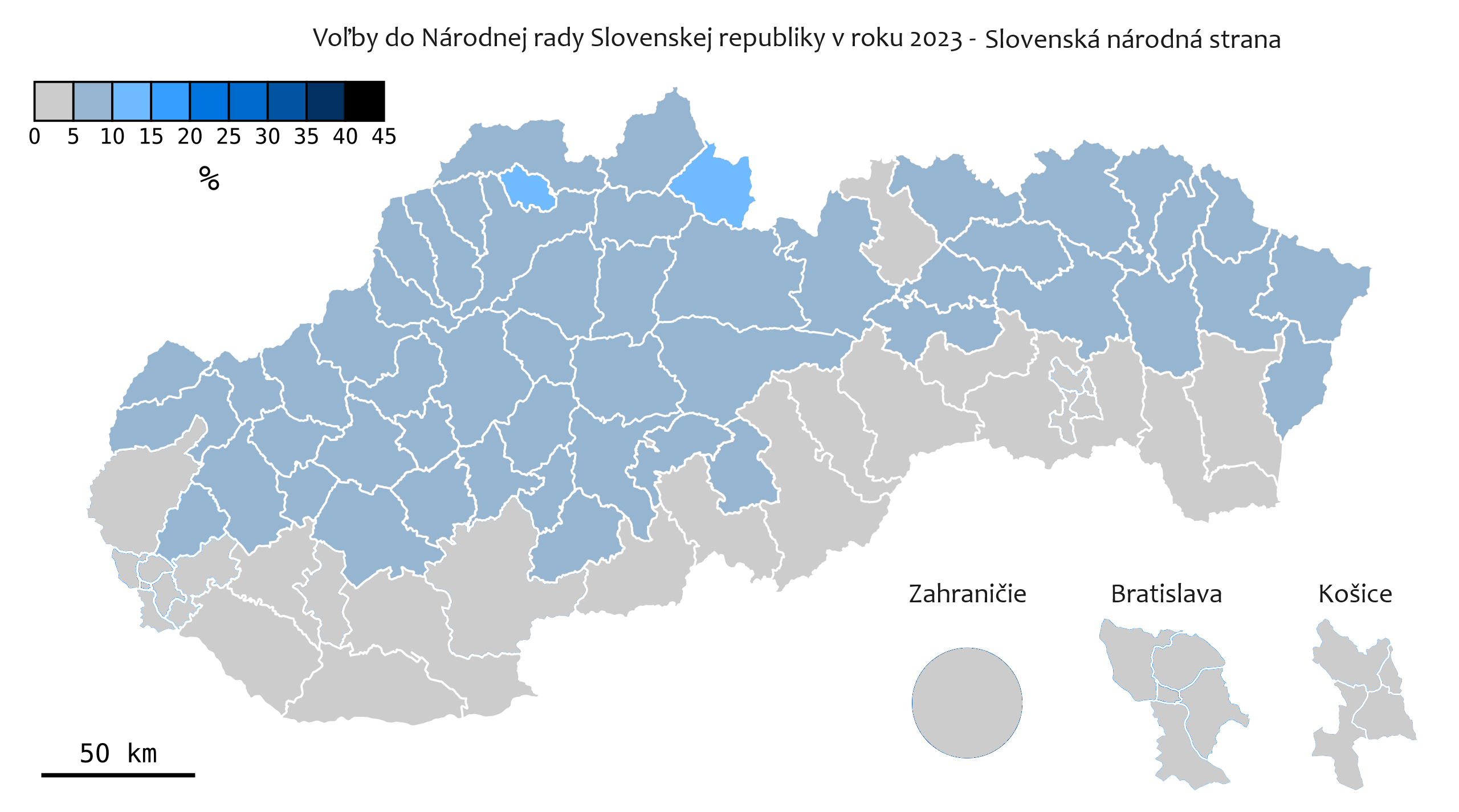
Az SNS által elért eredmény Szlovákia egyes járásaiban a 2023-as parlamenti választáson